# Palmolive Building
Il Palmolive Building, chiamato precedentemente Playboy Building, è un grattacielo situato a Chicago. 
Realizzato in stile Art Déco, con 37 piani e situato lungo Michigan Avenue, è stato costruito dalla Holabird & Root nel 1929 e ha ospitato la sede della Colgate-Palmolive-Peet Corporation (da cui ne riprende il nome).

## Descrizione
Palmolive Building fu ribattezzato Playboy Building nel 1965 quando la Playboy Enterprises affittò l'edificio. Da quel momento fino al 1989, il grattacielo ospitava gli uffici editoriali e commerciali della rivista Playboy. Nel 1990, il nuovo locatario ribattezzò l'edificio 919 North Michigan Avenue. Nel 2000 l'edificio è stato inserito nel Chicago Landmark ed è stato aggiunto al registro nazionale federale dei luoghi storici statunitensi nel 2003.